# Dominique Philippe Jean Fourcade
Pour les articles homonymes, voir Fourcade.
Dominique Philippe Jean Fourcade est un sculpteur et médailleur français, né le 29 août 1871 au Plan et mort le 24 avril 1919 à Toulouse,.

## Œuvres dans les collections publiques
- Dieppe, musée-château : Camille Saint-Saëns, buste.
- Paris, Musée d'Orsay : Emile Doppler, médaille.
- Saint-Cyr-l'École, École spéciale militaire : Le 17e corps d'armée[3].
- Toulouse :
  - musée des Augustins :
    - Louis Deffès composant “La Toulousaine”[4] ;
    - Justin Boyer, 1899, médaillon en plâtre (inv. RA 2042).

  - palais de justice : bas-reliefs.